# Lijst van burgemeesters van Velp (Noord-Brabant)
Dit is een lijst van burgemeesters van de voormalige Nederlandse gemeente Velp in de provincie Noord-Brabant tot die gemeente op 1 juli 1942 opging in de gemeente Grave.
| Ambtsperiode | Naam burgemeester          | Partij of stroming | Bijzonderheden                            |
| ------------ | -------------------------- | ------------------ | ----------------------------------------- |
| 1811 – 1846  | Carel Gervers              |                    | eerst maire/schout                        |
| 1847 – 1886  | François Gervers           |                    | zoon van Carel Gervers                    |
| 1887 – 1917  | C.W.P.M. (Charles) Gervers |                    | zoon van François Gervers                 |
| 1917 – 1942  | Louis (L.J.J.M.) Ficq      |                    | tevens burgemeester van Grave (1919-1944) |